# Raïsa Gorbatxova
Raisa Maximovna Gorbatxova (rus: Раи́са Макси́мовна Горбачёва Romanitzada Raisa Maksimovna Gorbachyova, nada Titarenko, Титаренко; 5 de gener de 1932 - 20 de setembre de 1999) va ser una activista i filàntropa russosoviètica que va ser la dona del líder soviètic Mikhaïl Gorbatxov. Va recaptar fons per a la preservació del patrimoni cultural rus, el foment de nous talents i programes de tractament per al càncer de sang infantil.

## Primers anys de vida i educació
Raisa Maximovna Titarenko va néixer el 5 de gener de 1932 a la ciutat de Rubtsovsk a la regió d'Altai de Sibèria. Era la major de tres fills de Maxim Andreyevich Titarenko, un enginyer ferroviari de Txernihiv a Ucraïna, i de la seva dona siberiana, Alexandra Petrovna Porada, de Veseloyarsk. Va passar la seva infantesa a les muntanyes dels Urals, i va conèixer el seu futur marit mentre estudiava filosofia a Moscou. Va obtenir un grau a l'Institut Pedagògic Estatal de Moscou i va ensenyar breument a la Universitat Estatal de Moscou.

## Vida amb Mikhail Gorbatxov
Es va casar amb Mikhaïl Gorbatxov el setembre de 1953 i es va traslladar a la regió natal del seu marit, Stavropol, al sud de Rússia, quan es va graduar. Allà, va ensenyar filosofia marxista-leninista i va defensar la seva tesi d'investigació en sociologia sobre la vida kolkhoz. Va donar a llum una filla, Irina Mikhailovna (nom de casada: Virganskaya; Ирина Михайловна Вирганская), el 6 de gener de 1957. Quan el seu marit va tornar a Moscou com a funcionari emregent del Partit Comunista Soviètic, Gorbatxova va ocupar el càrrec de professora a la seva alma mater, la Universitat Estatal de Moscou. Va deixar el càrrec quan el seu marit es va convertir en secretari general del Partit Comunista de la Unió Soviètica el 1985. Les seves aparicions públiques al costat del seu marit com a primera dama van ser una novetat al país i van contribuir molt a humanitzar la imatge del país. Va ser una de les poques dones dels líders del partit comunista que va tenir un alt perfil públic.
L'1 de juny de 1990, Gorbatxova va acompanyar la primera dama dels Estats Units Barbara Bush al Wellesley College de Massachusetts. Ambdues dones van parlar abans de la classe de graduació durant el servei de graduació, tocant el paper de la dona en la societat moderna. Totes les cadenes de televisió nord-americanes van cobrir els discursos en directe; CNN va oferir cobertura de televisió per cable en directe a tot el món. Els esdeveniments del cop d'estat soviètic de 1991, que va intentar deposar el seu marit del poder, van deixar una cicatriu duradora a Gorbatxova, que va patir un lleu ictus l'últim dia de l'exili forçat acompanyat d'arrest domiciliari a Crimea. L'agitació política que va produir aquest fet va empènyer els Gorbatxov a l'ombra.

## Filantropia
El 1989, després d'un discurs personal del professor Rumiàntsev i altres, Gorbatxova va contribuir amb 100.000 dòlars EUA a l'organització benèfica Associació Internacional d'Hematòlegs del Món per a Infants. Aquesta i altres donacions recaptades pels dos Gorbatxov van ajudar a comprar equips per als bancs de sang i a formar metges russos a l'estranger.
El 1997 va crear el Club de Raisa Maksimovna, amb l'objectiu de fomentar la participació de les dones en la política. També va treballar per conscienciar sobre els problemes dels nins (havia acollit sovint delegacions de joves al Kremlin quan el seu marit no podia ser-hi).

## Malaltia i mort
Gorbatxova va patir un ictus l'octubre de 1993. El juliol de 1999, va ser diagnosticada amb leucèmia per l'Institut d'Hematologia de l'Acadèmia Russa de Ciències Mèdiques. Poc després, va viatjar amb el seu marit i la seva filla a Münster a Alemanya per rebre tractament a la clínica mèdica de l'Hospital Universitari de Münster. Va rebre tractament durant dos mesos sota la supervisió del professor Thomas Büchner, un hematòleg destacat, però va morir el 20 de setembre als 67 anys. Va ser enterrada al cementiri de Novodevitx a Moscou.

## Llegat
L'any 2006, la seva família va fundar la Fundació Raisa Gorbatxova, que recapta diners per donar suport a les persones amb càncer infantil. El 2007 es va crear l'Institut Raisa Gorbatxova d'Hematologia Pediàtrica i Transplantologia a la Primera Universitat Mèdica Estatal Pavlov de Sant Petersburg.

## Llibres
- Gorbatxova, Raisa Maksimovna. Ya nadejus'... (en rus).  Kniga, 1991. ISBN 5-21200324-5.
- Moroz, B. D.. Raisa. Vospominaniya, dnevniki, interview, statyi, telegrammy (en rus).  Moscow: Vagrius Petro-News, 2000. ISBN 5-26400432-3.